# USS Iowa (BB-61)
La USS Iowa (hull classification symbol BB-61) fu una nave da battaglia della United States Navy, capostipite della classe omonima. Costruita nel 1940 presso i cantieri navali New York Naval Shipyard, fu varata nel 1942 e prese servizio a partire dal 1943, è attualmente una nave museo.
Quarta unità navale da guerra a portare il nome del 29º Stato degli Stati Uniti d'America, è stata l'unica nave della sua classe ad avere servito in Oceano Atlantico durante la seconda guerra mondiale. A causa della cancellazione della classe Montana, la classe Iowa è stata l'ultima classe di corazzate americane.

## Costruzione
Ordinata nel luglio 1939, la sua costruzione è avvenuta presso il cantiere navale di New York, dove la sua chiglia fu impostata sugli scali il 27 giugno 1940. La nave, varata il 27 agosto 1942, ebbe come madrina la moglie del vicepresidente Wallace, ed entrò in servizio il 22 febbraio 1943.
L'armamento principale era costituito da nove cannoni da 16" in tre torri trinate. Le batterie secondarie erano costituite da venti cannoni da 127/38mm in dieci torri binate. Nel corso del conflitto vennero installati vari cannoni Bofors da 40mm e numerose mitragliere Oerlikon da 20mm, allo scopo di aumentarne le capacità di difesa antiaerea.

## Servizio
Nell'autunno del 1943 la Iowa fu utilizzata per portare il presidente statunitense Franklin Delano Roosevelt a Casablanca, dove fece tappa prima di recarsi alla conferenza di Teheran.
A partire dal 1944 la nave fu utilizzata nel Pacifico per scortare le portaerei e al termine della seconda guerra mondiale la nave fu impiegata nel conflitto in Corea, partecipando a numerose operazioni anfibie.
Al termine della guerra in Corea la nave fu posta in riserva e venne riattivata negli anni ottanta sotto l'amministrazione Reagan.
La corazzata USS Iowa fu anche protagonista di un grave incidente nell’aprile 1989, quando durante una esercitazione di tiro ci fu una violentissima esplosione che causò la morte di 47 membri dell'equipaggio.
Il 26 ottobre 1990 la nave fu ritirata dal servizio attivo, e ritirata nella Suisun Bay in attesa di una decisione sul suo destino finale.
Dopo i lavori di restauro presso il porto di Richmond, in California (iniziati nel mese di ottobre del 2011), la nave è stata ufficialmente donata al Pacific Battleship Center di Los Angeles dalla Marina degli Stati Uniti il 30 aprile 2012. Dopo dei lavori di adeguamento è stata ormeggiata permanentemente al punto d'ancoraggio n. 87 del porto di Los Angeles a San Pedro, a fianco al World Cruise Center, e trasformata in museo galleggiante aperto al pubblico dal 7 luglio dello stesso anno.

## Comandanti
Lista di comandanti dell'USS Iowa e relativa data di assunzione del comando:
1. Capitano John Livingstone McCrea: 22 febbraio 1943;
2. Capitano Allan Rockwell McCann: 15 agosto 1944;
3. Capitano James Lemuel Holloway Jr.: 28 novembre 1944;
4. Capitano Charles Wellborn Jr.: 25 luglio 1945;
5. Capitano Frederick Irving Entwistle: novembre 1945;
6. Capitano Raymond Dombill Tarbuck: luglio 1946;
7. Capitano Thomas Murray Stokes: aprile 1947;
8. Capitano Edward Alva Solomons: marzo 1948;
9. Capitano William Funsten Jennings: agosto 1948;
10. Comandante Bennett Merritt Dodson: gennaio 1949;

1ª radiazione
1. Capitano William Renwick "Smeddy" Smedberg III: 25 agosto 1951;
2. Capitano Joshua Winfred Cooper: 29 luglio 1952;
3. Capitano Wayne Rowe Loud: luglio 1953;
4. Capitano William Campbell Bryson: settembre 1954;
5. Capitano John Williams Ailes III: novembre 1955;
6. Capitano Frederick Julian Becton: dicembre 1956;

2ª radiazione
1. Capitano Gerald Eugene Jerry Gneckow: 28 aprile 1984;
2. Capitano Larry Ray Seaquist: 25 aprile 1986;
3. Capitano Fred Peter Moosally Jr.: 26 maggio 1988;
4. Comandante John Prescott Morse: 4 maggio 1990;

## Curiosità
La Iowa, diversamente dalle altre navi, aveva una mascotte. Un giorno, il capitano della nave portò a casa una cagnolina. Rifiutata dalla moglie, la portò sulla nave: il suo nome era Vicky. Il cane tenne compagnia a Roosevelt durante il viaggio verso l'Inghilterra.